# Franz Xaver Choter
Franz Xaver Choter (Liebisch, Estiria 1800 - Viena, 1852) fue un pianista y compositor austríaco.
Realizó los estudios de piano en el Gimnasio de Freyberg y se trasladó a Viena en 1819 para seguir la carrera de derecho, pero en 1824 abandonó las leyes para consagrarse de lleno a la música. En 1828 ya era conocido en Viena como un excelente pianista y un elegante compositor. Compuso numerosas fantasías y rondinas, que no han tenido repercusión posterior.